# Kaito Ioka
Kaito Ioka (japanisch 井岡 海都 Ioka Kaito; * 27. April 1998 in der Präfektur Chiba) ist ein japanischer Fußballspieler.

## Karriere
Kaito Ioka erlernte das Fußballspielen in der Jugendmannschaft des Chiba SC, in der Schulmannschaft der Funabashi High School sowie in der Universitätsmannschaft der Sendai University. Seinen ersten Vertrag unterschrieb er am 1. Februar 2021 bei Vegalta Sendai. Der Verein aus Sendai, einer Stadt in der Präfektur Miyagi, spielte in der ersten japanischen Liga. In seiner ersten Saison kam er in der ersten Liga nicht zum Einsatz. Am Ende der Saison stieg er mit Vegalta in die zweite Liga ab. Hier kam er in der Saison 2022 ebenfalls nicht zum Einsatz. Zu Beginn der Saison 2023 wechselte er zum Drittligisten Gainare Tottori. Nach zwei Spielzeiten, in denen er acht Ligaspiele bestritt, wechselte er im Januar 2025 zum Zweitligisten V-Varen Nagasaki.